# Martyna Pankiewicz
Martyna Pankiewicz (ur. 1984 w Łodzi) – polska poetka.
Absolwentka dziennikarstwa na Uniwersytecie Wrocławskim. Mieszka we Wrocławiu.

## Twórczość
- czym się żywi ziemia i martwi, Wydawnictwo papierwdole, 2023, ISBN 978-83-966027-9-4
- stypa po żydach, Wydawnictwo Biblioteki Śląskiej, 2025, ISBN 978-83-67152-99-0

## Nominacje i nagrody
- nominacja do Wrocławskiej Nagrody Poetyckiej Silesius w kategorii Debiut za czym się żywi ziemia i martwi[3]
- nominacja do Nagrody Głównej XXVII Ogólnopolskiego Konkursu Poetyckiego im. Jacka Bierezina 2021 za czym się żywi ziemia i martwi[4]
- nominacja w 9. Konkursie Poetyckim Fundacji Duży Format 2021[5]
- II nagroda w XVI Ogólnopolskim Konkursie Poetyckim im. Michała Kajki 2020[6]